# Melanie Griffith
Melanie Richards Griffith (Nueva York, 9 de agosto de 1957) es una actriz de cine estadounidense, ganadora del Globo de Oro. Es hija de la actriz y modelo Tippi Hedren y del publicista Peter Griffith.

## Carrera
Tras trabajar como modelo y tras la interpretación de un buen número de papeles como actriz de reparto (como en La noche se mueve de Arthur Penn, 1975), obtuvo su primer éxito con Doble cuerpo (Brian De Palma, 1985). Entre sus títulos posteriores cabe citar Algo salvaje (Jonathan Demme, 1988), Lunes tormentoso (Mike Figgis, 1988), Armas de mujer (Mike Nichols, 1988), De repente, un extraño (John Schlesinger, 1990), La hoguera de las vanidades (Brian De Palma, 1990), Una extraña entre nosotros (Sidney Lumet, 1992), Nobody's Fool (Robert Benton, 1994), Two Much (Fernando Trueba, 1995), Lolita (Adrian Lyne, 1997), Celebrity (Woody Allen, 1998), Locos en Alabama (Antonio Banderas, 1999) y Cecil B. Demented (John Waters, 2000).
En el ámbito teatral, destaca su debut en Broadway en 2003 con el musical Chicago, donde interpretó el papel de Roxie Hart. Su trabajo recibió excelentes críticas y la obra fue un éxito de taquilla.

## Vida personal
A los 14 años, Griffith empezó a salir con Don Johnson, de 22 años, coestrella de su madre en The Harrad Experiment; la relación culminó en un matrimonio que solo duró seis meses, de enero a julio de 1976.
El 8 de septiembre de 1981, Griffith se casó con Steven Bauer, su coestrella de la película de televisión She's in the Army Now. Tuvieron un hijo, Alexander Bauer, nacido el 22 de agosto de 1985. La pareja se divorció en 1989 después de una larga separación. Durante su separación de Bauer, Griffith tuvo problemas con la cocaína y la bebida. 
En 1988, después de completar su rehabilitación, se volvió a conectar con Johnson. Se volvieron a casar el 26 de junio de 1989. Su hija, Dakota Johnson, nació el 4 de octubre de 1989. Se separaron en marzo de 1994, se reconciliaron más tarde ese año, pero se separaron nuevamente en mayo de 1995.
Luego, Griffith comenzó una relación con Antonio Banderas, su coestrella en Two Much. Después de sus respectivos divorcios, Griffith y Banderas se casaron el 14 de mayo de 1996 en Londres, Reino Unido. Su hija, Stella del Carmen Banderas, nació el 24 de septiembre de 1996 en Marbella, España.
En 2000, Griffith regresó a rehabilitación para el tratamiento de una adicción a analgésicos. En agosto de 2009, Griffith regresó a rehabilitación para lo que su publicista llamó "parte de un plan de rutina". En diciembre de ese año, tuvo una cirugía por cáncer de piel.
En junio de 2014, Griffith y Banderas anunciaron su intención de divorciarse "de una manera amistosa". En diciembre de 2015, el divorcio finalizó.
En octubre de 2017 durante una intervención en una mesa redonda sobre salud mental de Women's Brain Heatlh Initative en Los Ángeles, Griffith reveló que sufre epilepsia, diagnosticada en 2011, y que en los últimos años no ha tenido ataques gracias al control de estrés. Su divorcio de Banderas, explicó, ayudó a combatirlo.

## Filmografía
- La noche se mueve (1975)
- Con el agua al cuello (1975)
- Sonríe (1975)

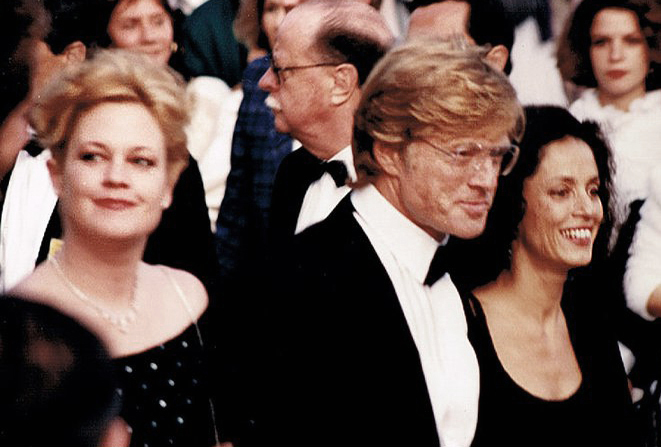
Melanie Griffith con Sônia Braga y Robert Redford en el Festival de Cine de Cannes de 1988.

- Ha-Gan ("El Jardín") (1977) (Un ángel cayó al jardín en Argentina)
- De hombre a hombre (1977)
- Juventud rebelde: destino escapar (1977)
- Daddy, I Don’t Like It Like This (1978)
- Underground Aces (1981)
- Fabricante de estrellas (1981)
- El gran rugido (1981)
- Ciudad del crimen (1984)
- Body Double (1984)
- Algo salvaje (1986)
- Cherry 2000 (1987)
- The Milagro Beanfield War (1988) (El secreto de Milagro en Argentina y Chile, Un lugar llamado Milagro en España)
- Lunes tormentoso (1988)
- Armas de mujer (1988) (Secretaria ejecutiva)
- Un espíritu nos persigue (1990)
- Pacific Heights (1990)
- La hoguera de las vanidades (1990)
- Un lugar llamado Paraíso (1991)
- Resplandor en la oscuridad (1992)
- Una extraña entre nosotros (1992)
- Nacida ayer (1993)
- Un regalo para papá (1994)
- Nobody's Fool (1994)
- Now and Then (1995)
- Two Much (1995)
- Mulholland Falls (1996)
- Lolita (1997)
- Sombras de sospecha (1998)
- Celebrity (1998)
- Al final del edén (1998)
- Junket Whore (1998) (documental)
- Locos en Alabama (1999)
- The Book That Wrote Itself (1999) (cameo)
- Las luces me guardan compañía (2000) (documental)
- El Lado Profundo Del Mar (1999)
- Cecil B. Demented (2000)
- Lulu Forever (2000)
- Tart (2001)
- Buscando a Debra Winger (2002) (documental)
- Stuart Little 2 (2002) (voz)
- The Night We Called It a Day (2003)
- Shade: Juego de asesinos (2003)
- Tempo (2003)
- Seducción Peligrosa (2005)
- Autómata (2014)
- Thirst ("Sed") (2014)
- Day Out of days  (2015)
- The Disaster Artist (2017)
- The Pirates of Somalia (2017)

## Premios y nominaciones
Óscar
| Año  | Categoría    | Película     | Resultado |
| ---- | ------------ | ------------ | --------- |
| 1989 | Mejor Actriz | Working Girl | Nominada  |

Globos de Oro
| Año  | Categoría                        | Película        | Resultado |
| ---- | -------------------------------- | --------------- | --------- |
| 1988 | Mejor Actriz - Comedia o Musical | Working Girl    | Ganadora  |
| 1987 | Mejor Actriz - Comedia o Musical | Algo salvaje    | Nominada  |
| 1977 | Mejor Actriz de Reparto          | Doble de Cuerpo | Nominada  |